# 1. pehotna brigada (ZDA)
1. pehotna brigada (izvirno angleško 1st Infantry Brigade) je bila pehotna brigada Kopenske vojske Združenih držav Amerike.

## Odlikovanja
- Križec viteštva s palmo (1965–1968)
- Križec viteštva s palmo (1969–1970)
- Medalja časti za civilno akcijo